# Cocktail (dansk film)
 For alternative betydninger, se Cocktail (flertydig). (Se også artikler, som begynder med Cocktail)
Cocktail er en dansk film fra 1937.
- Manuskript Emanuel Gregers og Børge Müller.
- Instruktion Emanuel Gregers.

## Medvirkende
- Liva Weel
- Marguerite Viby
- Hans W. Petersen
- Christian Arhoff
- Stig Lommer
- Osvald Helmuth
- Ludvig Brandstrup